# Amara nexa
Amara nexa är en skalbaggsart som beskrevs av Thomas Casey. Amara nexa ingår i släktet Amara och familjen jordlöpare. Inga underarter finns listade i Catalogue of Life.